# Acard Pere de Mur
Acard Pere de Mur (spanyolul: Acardo Pedro de Mur, olaszul: Accarto de Mur, latinul: Acardus Petrus de Muro; ? – Cagliari, 1415) Cagliari és Gallura kormányzója Szardínián, Albi és Cervià bárója, Muri Jolán Lujza lunai grófné apja és Dalmau de Mur (1376–1456) zaragozai érsek bátyja.

## Élete
Lluís de Mur (–1408/09) és Beatriu Alemany de Cervelló öt gyermeke közül másodszülött fiúként jött a világra. Részt vett I. (Idős) Márton aragón király 1399-es zaragozai koronázásán, ahol a király lovaggá ütötte őt. 1404-ben apja kinevezte őt utódjának az Albi és a Cervià báróságokban, Mur bárója viszont a bátyja, Hugó (–1430 után) lett. Acard Pere csatlakozott 1409-ben Idős Márton fiának, I. (Ifjú) Márton szicíliai királynak a szardíniai expedíciós seregéhez. 1412-ben a Katalán Gyűlés kinevezte őt Katalónia főkapitányává. 1413-ban I. Ferdinánd aragóniai király őt bízta meg Cagliari és Gallura kormányzójának Szardínián, e tisztséget haláláig viselte.

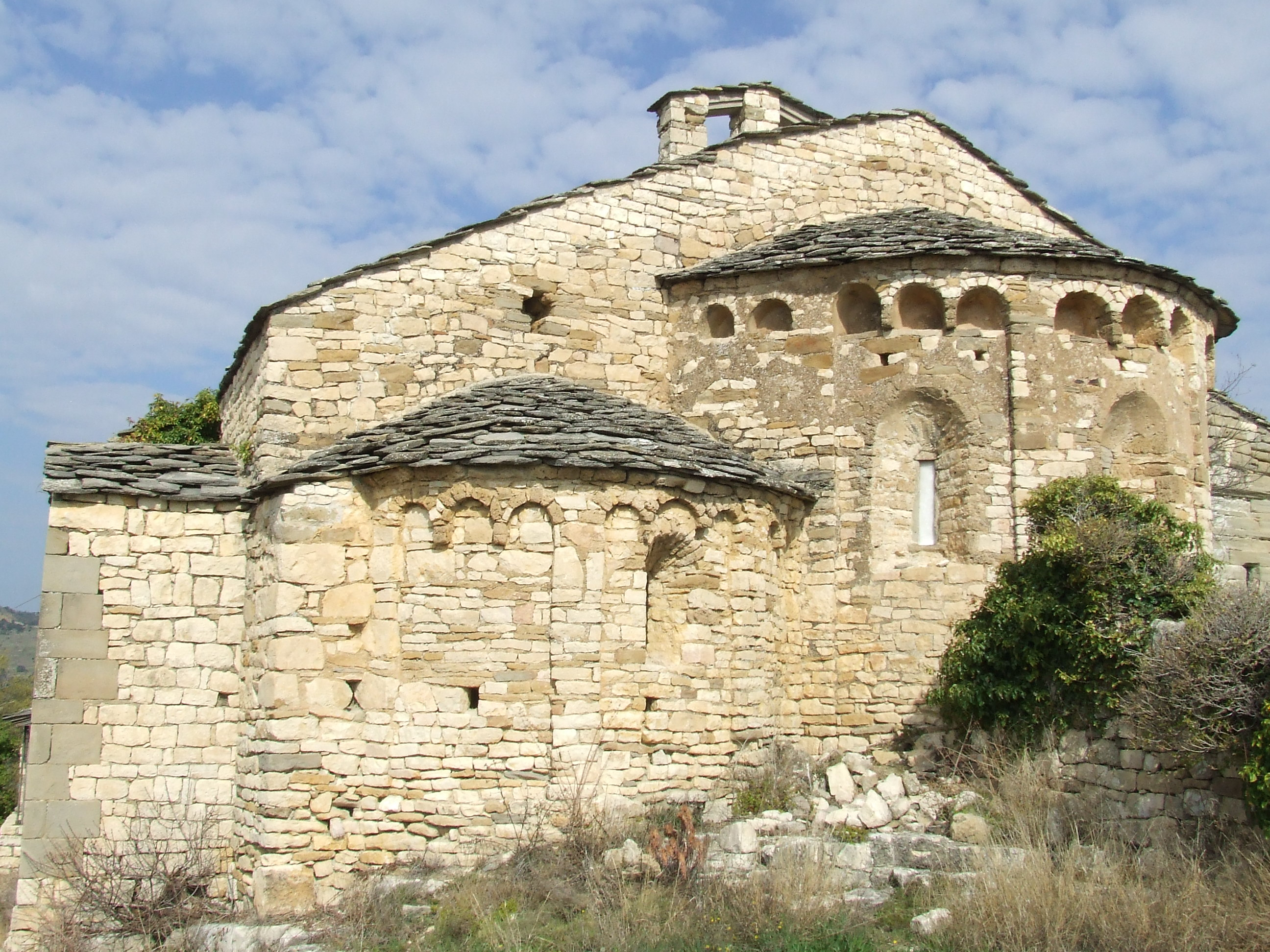
A muri Szűz Mária templom

1403-ban feleségül vette Elfa (–1420) cardonai grófnőt, aki a szardíniai II. (Baux) Hugó arboreai király ükunokája volt. A házasságukból egy fiatalon meghalt fiú és két lány született. Idősebb lányuk Jolán Lujza, míg kisebbik lányuk Valentina volt, aki Carles de Guevara felesége lett. Apja halála után Jolán Lujza 1415-ben megörökölte az Albi báróságot Katalóniában. Jolán Lujza első férje Ponç de Perellós (–1426), Tous várának az ura volt, akinek az anyja, Maria van Steenhoont, Bar Jolán aragóniai királynénak, I. (Vadász) János aragón király második feleségének az udvarhölgyeként teljesített szolgálatot. Ebből a házasságából Jolán Lujzának egy lánya született, Elfa de Perellós, aki unokatestvéréhez, Cardonai Hugóhoz (–1463), Bellpuig bárójához ment feleségül 1444-ben, és hat gyermekük született.
Jolán Lujza másodszor Aragóniai Frigyes aragón és szicíliai trónkövetelőhöz, I. (Ifjú) Márton szicíliai király természetes fiához ment feleségül, de a házasságot titokban kötötték. Ebből a házasságból egy  fia született, aki feltehetően meghalt a születése után nem sokkal.
Acard Pere földi maradványait a katalóniai Mur (ma Castell de Mur) Szűz Mária templomában helyezték örök nyugalomra.

## Gyermekei
- Feleségétől, Elfa (–1420) cardonai grófnőtől, 3 gyermek:
  - Acard (1403 után–1410)
  - Jolán Lujza (1403 után–1467), Albi bárónője, 1. férje Ponç de Perellós (–1426), Tous várának az ura, 1 leány, 2. férje Frigyes (1400/02–1438) lunai gróf, aragón és szicíliai trónkövetelő, I. (Ifjú) Márton szicíliai király természetes fia, 1 fiú:
    - (1. házasságából): Elfa (1426 előtt–1495), Albi bárónője, férje Cardonai Hugó (–1463), Bellpuig bárója, 6 gyermek
    - (2. házasságából): Aragóniai N. (fiú) (megh. fiatalon)

  - Valentina (1403 után–?), férje Carles de Guevara, Escalante ura